# Joly & Lambert Electric Company
Joly & Lambert Electric Company, vorher Andover Motor Vehicle Company und Andover Electric Truck Company, war ein US-amerikanischer Hersteller von Kraftfahrzeugen.

## Unternehmensgeschichte
Das Unternehmen wurde 1915 in Andover in Massachusetts gegründet und später zweimal umbenannt. Zwischen 1915 und 1917 stellte es Nutzfahrzeuge her. Der Markenname lautete Andover. Personenkraftwagen entstanden nur als Prototypen.

## Fahrzeuge
Das Nutzfahrzeug war ein Lastkraftwagen mit rund 1360 kg Nutzlast. Ein Elektromotor trieb die Fahrzeuge an.
Bei den Personenkraftwagen handelte es sich um Elektroautos.